# Kalat Salih
Kalat Salih (arab. ‏قلعة صالح‎, Qalʿat Ṣāliḥ) – miasto w południowo-wschodnim Iraku, w muhafazie Majsan. W 2009 roku liczyło ok. 30 tys. mieszkańców.